# مرکز زبان آیی
مرکز زبان آیی یک مرکز مبتنی بر استاندارد آمریکای شمالی می باشد که متخصص زبان‌ها است و جزوی از گسترده ترین مراکز زبان انگلیسی در کامبوج می باشد. آیی مجموعه ای از برنامه های آموزش زبان انگلیسی ، چینی و تایلندی ، دوره آمادگی آزمون انگلیسی به عنوان زبان خارجی (تی او یی اف ال) و خدمات تبادل فرهنگی بین المللی (یس سی یی اس) کامبوج را عرضه می کند. این دانشگاه در ۷ پردیس مختلف در پنوم پن و سیم ریپ ، کامبوج فعالیت می کند.

## تاریخ
مرکز زبان آیی یک شرکت تابعه از آموزش پرورش منگلی جی کواچ  و یک شرکت خواهر مدرسه اینترکان آمریکایی می باشد. در سال ۲۰۰۵ توسط مانگلی جاندی کواچ در پنوم پن تاسیس  . در سال ۲۰۰۵ تنها با ۲۰ دانشجو شروع شد  و تا سال ۲۰۲۲، آیی بیش از ۹,۰۰۰ دانشجو دارد که در ۶  پردیس در پنوم پن و یک پردیس در سیم ریپ و بیش از ۵۰,۰۰۰ فارغ التحصیل تحصیل می کنند.
مرکز زبان آیی از کارکن ها و معلم ها می خواهد که دارای شخصیتی حرفه ای با اخلاق بالا باشند تا بتوانند آموزش را برای همه دانش آموزان خود فراهم سازند. همچنین به دانش آموزان حس احترام آمیزی، اخلاق و کرامت آموخته می شود.

## در طول دوره کووید-۱۹
از وقت آغاز همه‌گیری، بیشترن مدارس شهریه کافی برای پوشش پرداخت دستمزد، اجاره، آب و برق و بهره وام نداشتند و مجبور بودند فعالیت خود را به حالت معلق در آورند. هزینه‌های اجاره گسترده ترین مسئله بود، و در حالی که کمک هایی از سوی دولت و موسسه های مالی وجود داشت، این به سادگی وافی نبود. به نام یک مؤسسه آموزشی، فراهم نمودن مالی به چیزی بیش از خالصا هزینه تحصیل نیاز دارد. همچنین برای حمایت از مدل کسب و کار به اتوبوس مدرسه، غذا، لباس، کتاب و سایر هزینه‌های اداری متکی بود.
همانند سایر مدارس خصوصی، آیی در طول دوره کووید-۱۹ با مشکل های مالی دست و پنجه نرم می نمود. در جلسه انجمن آموزش عالی کامبوج، منگلی جی کواچ این نظر را داشت که سعی نموده با مالک ساختمان مذاکره نماید، در حالی که سایر مالک های مدرسه ها نیز مذاکرات همسانی را بدون موفقیت انجام داده اند. پس، انتظار می رفت که بسیاری از مدرسه های خصوصی در کامبوج محجور شوند، چون بسیاری از آنان برای باز کردن مدارس خود وام گرفتند.
در طول همه‌گیری کووید-۱۹ که به شدت بر کامبوج و قسمت آموزشی آن ضربه زد، آیی به فعالیت‌های آموزشی از راه دور خود ادامه داد. در دیدگاه می گیرند که پردیس خود را به سیم ریپ که نخستین پردیس استانی آن خواهد بود، توسعه دهد.

## دوران مدرسه
آیی رویکردی جامع در یادگیری زبان دوم با ادغام مهارت های قرن بیست و یکم، چارچوب مشترک اروپایی مراجع، و فعالیت های مختلف ارائه شده به دانش آموزان ارائه می دهد. دانش‌آموزان در فعالیت‌های یادگیری مفرح شرکت می‌کنند و از مجموعه‌های نوآورانه کتاب‌های درسی و منابع حمایتی یاد می‌گیرند. مرکز زبان آیی اهمیت ورزش را آموزش می دهد و دانش آموزان را به چالش می کشد تا برای بهترین ها تلاش کنند از راه مسابقه زنبور املای منگلی جی. کواچ، مسابقه تلفظ منگلی جی. کواچ، مسابقه ورد اسپید منگلی جی. کواچ، مسابقات ورزشی و دو و میدانی، سفرهای میدانی، سفرها و فعالیت های خارج از کشور  یکی از موفق‌ترین فعالیت‌ها «استعدادها برای یک اهداف» می باشد که دانش‌آموزان مرکز زبان آیی و مدرسه اینترکان آمریکایی یک نمایش استعداد خاصی برگزار می‌کنند و درآمد حاصل از فروش بلیت مستقیماً به بنیاد ام جی کیو می‌رسد.
مرکز زبان آیی همچنین ۵ مهارت زبانی ضروری - محلی، جهانی-انگلیسی، فناوری اطلاعات (ای تی)، روابط عمومی، و مهارت‌های آرام را که برای موفقیت یک فرد، نه تنها در مدرسه، لاکن در زندگی لازم است، در خود جای می‌دهد  .